# Povijest Sijera Leonea
Povijest Sijera Leonea počinje kada su prvi stanovnici zaposjedali to područje prije oko 2500 godina.
Bantu plemena Mende (u jugoistočnom Sijera Leoneu) i Temne (u sjevernom Sijera Leoneu) živjeli su u svojim plemenskim savezima. Željezo se počelo koristiti u 9. stoljeću, tako da se poljoprivreda počela razvijati od 10. stoljeća na obala Atlantskog oceana. Guste kišne šume su štitile Sijera Leone od islamskog utjecaja, koje je provodilo Malijsko Carstvo, ali ipak utjecaj islama je sve više jačao od 18. stoljeća.
Godine 1462. Portugalac Pedro de Sintra došao je do obala današnjeg Sijera Leonea. Uskoro je na ovom području osnovan veći broj europskih trgovačkih postaja. Godine 1787. britanski filantropi osnovali su naselje Freetown za oslobođene robove koje je 1808. postalo britanska krunska kolonija. Dana 27. travnja 1961. zemlja je dobila neovisnost i postala članica Commonwealtha. Nakon vojnih udara 1967. i 1968. proglašena je republika.
Između 1991. i 2002. vladao je oružani sukob između Vlade i gerilskog pokreta Revolucionarnog Ujedinjenog Fronta (RUF), u kojem je poginulo preko 50 000 ljudi, glavnina infrastrukture u državi bila je uništeno, a preko 2 milijuna ljudi bilo je u izbjeglištvu (uglavnom u Gvineji bilo je preko milijun izbjeglica iz Sijera Leonea). Rat je bio obilježen brutalnostima, unakazivanjem civila i novačenjem djece, zbog čega je gerilski vođa Foday Sankoh optužen za ratne zločine, a okončan je vojnom intervencijom Ujedinjenog Kraljevstva i Gvineje 2000. Nakon što je 18. siječnja 2002. predsjednik države Ahmad Tejan Kabbah službeno objavio završetak građanskog rata, u Sijera Leoneu je zavladala demokracija. 